# Liptougou
Liptougou es una localidad rural de Burkina Faso, chef-lieu del departamento homónimo en la provincia de Gnagna de la región Este.
En 2006 tenía una población de 3332 habitantes.
El pueblo se ha desarrollado como pequeño centro de servicios en un departamento en el que no hay ninguna ciudad. El pueblo alberga, además de servicios administrativos, un centro de sanidad y promoción social.
Se ubica en el norte de la región, junto al límite con la vecina región del Sahel, unos 60 km al noreste de la capital provincial Bogandé a orillas de un embalse del río Faga.